# Toets (vakblad)
Toets is een vakblad over ontwikkelingen op het gebied van milieueffectrapportage en andere natuur- en milieutoetsen. Centraal staan de theorie en de praktijk van onderzoek ter voorbereiding op besluitvorming over grote projecten en plannen: van plan-MER tot luchtkwaliteitstoets, van project-MER tot natuurtoets.

## Historie
De eerste editie van het vakblad werd in 2005 gepubliceerd, onder de naam Kenmerken. De uitgave verscheen in de jaren 2005 en 2006 vijfmaal per jaar. 
Na de eerste editie van 2006 onder de naam Kenmerken, is de titel veranderd in Toets. Gevolg was dat er dat jaar één uitgave van Kenmerken is verschenen, en daarna nog vijf van Toets. In 2007 en 2008 is de frequentie van de uitgave van Toets verhoogd naar zes edities voor beide jaren. Vanaf 2009 echter is besloten terug te gaan naar een vierjaarlijkse uitgave.

## Inhoud
Toets besteedt aandacht aan de dagelijkse praktijk van de wereld van milieueffectrapportage (m.e.r.) en laat zien hoe in de praktijk een milieueffectrapport (MER) tot stand kan komen. Dat gebeurt onder meer aan de hand van casestudies, waarin ook actuele zaken worden besproken. In het vakblad komen zowel thematische onderwerpen als onderwerpen die te maken hebben met procedure en proces aan bod. Bij de thema’s gaat het om methoden en technieken om effecten op mens, natuur en milieu te voorspellen. Onderwerpen hierbij zijn lucht, geluid, verkeer, water, landschap, cultuurhistorie, archeologie, externe veiligheid, klimaat, duurzaamheid, gezondheid, natuur, Natura 2000, Flora- en faunawet, Habitatrichtlijn, stikstof en vogels. Omdat m.e.r. vaak een rol speelt bij overheidsbesluiten over ingrijpende projecten, besteedt Toets ook aandacht aan de manier waarop m.e.r. daaraan invulling kan geven. Het kan dan gaan over de rol van m.e.r. bij structuurvisies, bestemmingsplannen, inpassingsplannen, vergunningen of passende beoordelingen. Ook onderwerpen als maatschappelijke kosten-batenanalyse (MKBA) en multicriteria-analyse worden besproken.
De casestudies in Toets gaan onder andere over wegen en spoorwegen, waterwegen en dijken, stedelijke projecten, bedrijventerreinen, intensieve veehouderij, windparken, energie, recreatie en toerisme, en natuur en landelijk gebied. Daarnaast wordt in het vakblad de juridische en wettelijke kant van de m.e.r.-praktijk belicht, zoals werkingssfeer, Besluit m.e.r., drempelwaarden, Europese m.e.r.-richtlijn, vormvrije m.e.r.-beoordeling en mitigatie en compensatie.
Op de website van Toets is tot eind 2010 maandelijks een Momentopname geplaatst; een overzicht van projecten waar zich in de afgelopen periode een procedurele ontwikkeling heeft voorgedaan. Deze Momentopname werd ook opgenomen in de edities van het vakblad.

## Redactionele formule
De doelgroep van Toets bestaat uit gemeenten, provincies, projectontwikkelaars, Rijkswaterstaat, natuurbeschermers, ministeries en adviesbureaus.
Toets wordt gemaakt door vakdeskundigen, onder andere werkzaam bij ingenieursbureaus. Zij maken de uitgave in hun vrije tijd, en mede daarom is de frequentie van het vakblad in 2009 teruggeschroefd naar viermaal per jaar. Diederik Bel, werkzaam bij Witteveen+Bos, is van 2005 tot juli 2011 hoofdredacteur geweest van het vakblad. Per 1 juli 2011 zijn deze taken overgenomen door Lex Runia, senior adviseur bij Oranjewoud.
Naast de hoofdredacteur kent Toets een redactie, die wisselend van samenstelling is. In 2011 bestaat deze redactie uit vijf leden, allen werkzaam in de praktijk.
Toets heeft een website. Daarnaast wordt sinds begin 2009 maandelijks een nieuwsbrief verstuurd naar geïnteresseerden. Sinds november 2011 beschikt het vakblad over een (betaald) online archief op de website. Toets wordt uitgegeven door uitgeverij Æneas te Boxtel.